# Copa del Bicentenario de la Independencia
A Copa del Bicentenario de la Independencia, também conhecida como Copa Bicentenario ou Copa Independencia, foi uma competição de futebol oficial entre clubes da Argentina, organizada pela Associação do Futebol Argentino (AFA). O torneio foi disputado somente uma vez, em 2016, entre o Racing, campeão argentino da Primera División de 2014, e o Lanús, campeão argentino da Primera División de 2016. Em jogo único no estádio El Cilindro em Avellaneda, o Lanús venceu o time da casa e levantou a taça.

## Partida
Em 14 de agosto de 2016, Lanús e Racing definiram a Copa Bicentenario de la Independencia no estádio Presidente Perón. O Granate entrou na disputa por ter conquistado o Torneo de Transición de 2016 da Primera División, enquanto a Academia ganhou o direito de participar como o campeão do Transición de 2014. Com bola rolando, o time da cidade de Lanús, dirigida pelo treinador argentino Jorge Almirón se impôs e venceu por 1 a 0, o gol foi marcado pelo paraguaio Brian Montenegro no primeiro minuto dos acréscimos do segundo tempo.

### Detalhes do jogo
| 14 de agosto de 2016 | Racing | 0 – 1 | Lanús                    | Avellaneda, Buenos Aires                          |  |
| 16:15 UTC−3          |        |       | - Brian Montenegro 90+1' | Estádio: Presidente Perón Árbitro: Germán Delfino |  |